# Musée des arts appliqués (Francfort)
Pour les articles homonymes, voir Musée des arts appliqués et MAK.
Le musée des arts appliqués (en allemand : Museum angewandte Kunst) est situé à Francfort-sur-le-Main, en Allemagne. Il expose plus de 30 000 objets représentant des arts décoratifs européen et asiatique. Le nouveau bâtiment du musée a été conçu par l'architecte new-yorkais Richard Meier, dans le jardin de la Villa Metzler. La collection de meubles, verrerie, porcelaine s'est élargie et comprend désormais aussi la conception des produits et des informations. La section islamique contient surtout des faïences et des tapis. La section de l'Extrême-Orient abrite de beaux laques et porcelaines.
Le bâtiment a été conçu comme un musée de l'artisanat, destiné à abriter les objets des niveaux supérieurs des arts appliqués, se distinguant des beaux-arts parce qu'ayant une fonction utilitaire. L'ensemble du bâtiment vise à créer le sentiment de l'intérieur domestique. Meier ne figurant pas faire une maison, mais créer un espace domestique.